# Jérôme Kym
Jérôme Cyrill Kym (* 12. Februar 2003 in Rheinfelden AG) ist ein Schweizer Tennisspieler.

## Karriere
Jérôme Kym gewann im Juli 2018 bei den U18-Europameisterschaften in Moskau Bronze. Bei den Schweizer Meisterschaften der Elite besiegte er in den Halbfinals den Davis-Cup-Spieler Marc-Andrea Hüsler und erreichte den Final, den er gegen Henri Laaksonen verlor. Am 2. Februar 2019 gewann Kym zusammen mit Laaksonen zusammen im Alter von 15 Jahren das Doppel in der Davis-Cup-Begegnung der Schweiz gegen die Russen Jewgeni Donskoi und Andrei Rubljow. Er löste damit Heinz Günthardt als jüngsten Schweizer Davis-Cup-Spieler ab. Eine Woche später spielte er dank einer Wildcard in Oberentfelden sein erstes Match auf der ITF Future Tour. Die meiste Zeit spielt Kym jedoch Turniere der ITF Junior Tour, auf der er aktuell an Platz 139 rangiert.
In den folgenden Jahren stagnierte Kym, was ihm Kritik von Davis-Cup-Captain Severin Lüthi einbrachte.

## Erfolge
| Legende (Anzahl der Siege) |
| Grand Slam                 |
| ATP Tour Finals            |
| ATP Tour Masters 1000      |
| ATP Tour 500               |
| ATP Tour 250               |
| ATP Challenger Tour (3)    |

### Einzel

#### Turniersiege
| Nr. | Datum         | Turnier   | Belag | Finalgegner             | Ergebnis      |
| --- | ------------- | --------- | ----- | ----------------------- | ------------- |
| 1.  | 8. Juni 2024  | Prostějov | Sand  | Tseng Chun-hsin         | 6:2, 3:6, 6:2 |
| 2.  | 28. Juli 2024 | Zug       | Sand  | Román Andrés Burruchaga | 6:4, 6:4      |

### Doppel

#### Turniersiege
| Nr. | Datum       | Turnier    | Belag | Partner    | Finalgegner                    | Ergebnis         |
| --- | ----------- | ---------- | ----- | ---------- | ------------------------------ | ---------------- |
| 1.  | 3. Mai 2025 | Mauthausen | Sand  | Nico Hipfl | Ryan Seggerman David Stevenson | 7:5, 3:6, [10:2] |